# Ꜵ
Ꜵ, ꜵ – litera rozszerzonego alfabetu łacińskiego wykorzystywana dawniej w języku staronordyjskim. Odpowiadała dźwiękowi [ɔ̃] (nosowemu o).

## Kodowanie
| Znak                   | Ꜵ                       | Ꜵ                       | ꜵ                     | ꜵ                     |
| ---------------------- | ----------------------- | ----------------------- | --------------------- | --------------------- |
| Nazwa w Unikodzie      | Latin Capital Letter Ao | Latin Capital Letter Ao | Latin Small Letter Ao | Latin Small Letter Ao |
| Kodowanie              | dziesiątkowo            | szesnastkowo            | dziesiątkowo          | szesnastkowo          |
| Unicode                | 42804                   | U+A734                  | 42805                 | U+A735                |
| UTF-8                  | 234 156 180             | ea 9c b4                | 234 156 181           | ea 9c b5              |
| Odwołania znakowe SGML | &#42804;                | &#xA734;                | &#42805;              | &#xA735;              |